# Малое Горькое озеро
Ма́лое Го́рькое о́зеро (араб. البحيرة المرة الصغرى‎, Эль-Муррат-эс-Сугра) — солёное озеро в Египте. С юга на северо-запад озеро пересекает Суэцкий канал.
На юге Малое Горькое озеро примыкает к Большому Горькому озеру. Площадь около 30 км². Берега песчаные, с восточной стороны — сплошь пустынные.
В 1973 году, в начале Войны Судного дня 130-я бригада Египетской армии была переброшена из Александрии в лагерь Шлуфа в районе Кабрит на западном берегу Малого Горького озера, после чего форсировала озеро.